# Andreas Etienne
Andreas Etienne (* 8. März 1955 in Oestrich-Winkel) ist ein deutscher Schauspieler und Kabarettist sowie ehemaliger Theaterleiter des Hauses der Springmaus in Bonn.

## Werdegang
Er studierte zunächst Germanistik, Geschichte und Kunstgeschichte in Bonn.
Etienne war Gründungsmitglied des Improvisationstheaters Springmaus (1983) und bereits künstlerischer Leiter des ersten Hauses der Springmaus, einer Kleinkunstbühne an der Bonner Oxfordstraße. Später war er maßgeblich beteiligt am Aufbau des neuen Springmaus-Theaters in Bonn-Endenich, das heute zu den renommiertesten Spielstätten der Kleinkunst in Deutschland gehört.
Etienne spielte nicht nur in den Ensembleproduktionen der Springmaus, sondern auch in zahlreichen Soloprogrammen wie zum Beispiel Jetzt sind Sie dran oder Der geliftete Mann, wobei seine rheinische Herkunft stets ein zentraler Punkt innerhalb seiner Darbietungen war. Jenseits des kabarettistischen Fachs gestaltete er einen sinnlichen Literaturabend mit dem Titel Was Engel nicht alles können. 
Ein weiterer großer Bühnenerfolg war die Horrorkomödie Das Geheimnis der Irma Vep, in der er an der Seite von Bill Mockridge, dem Gründer des Springmaus-Ensembles, insgesamt 14 männliche wie weibliche Rollen in fliegendem Kostümwechsel spielte.
Zusammen mit dem Schauspieler Michael Müller begründete er 1997 das satirische Duo Die Nachbarn, mit dem er nachbarschaftliche und zwischenmenschliche Konflikte liebevoll aufs Korn nahm. Andreas Etienne und Michael Müller haben ihre gemeinsame Bühnenkarriere als Gründungsmitglieder des Springmaus Improvisationstheaters begonnen, dem sie 8 Jahre angehörten. Danach schrieben, inszenierten und spielten sie zahlreiche weitere Kabarettproduktionen im Haus der Springmaus. 
Als „Die Nachbarn“ haben Andreas Etienne und Michael Müller (nach 10 Jahren) im Dezember 2006 ihre letzte Vorstellung gefeiert, als Duo „Etienne & Müller“ brachten sie im Mai 2007 ein neues schräges Kabarettprogramm auf die Bühne: Triebgesteuert! 2008 folgte das Programm zum 25-jährigen Bühnenjubiläum Kronjuwelen – 25 Jahre Bühnenehe, ein kabarettistischer Rundumschlag von alten Springmaus-Zeiten bis heute. Viele weitere erfolgreiche Produktionen folgten. Für das Beethovenjubiläum 2020 erarbeitet er gemeinsam ein kabarettistisches, musikalisches und hoch gelobtes Beethovenprogramm "Ludwig - Jetzt mal unter uns". Das Nachfolgeprogramm "Ludwig - Einfach unerhört" feiert am 26. September 2025 im Rahmen des Beethovenfests Premiere.
Ab 2002 spielte Etienne den Köbes in der Comedy-Serie Stratmanns des WDR. Ab 2010 spielte sein Kollege Michael Müller einen Gast, der sich ständig über die Arbeit des Köbes beschwert.
2007 spielte er in der Serie Hausmeister Krause – Ordnung muss sein in Folge 66 (Staffel 7, Folge 4) Der Untergang einen nachlässigen Standesbeamten, der Dieter Krause jede Menge Ärger beschert.
Über seine Theaterarbeit hinaus ist Etienne bekannt für seine große Sammlung von historischen Krippenfiguren, mit denen er zahlreiche Ausstellungen gestaltete.
1999 war er in seiner Heimatstadt Bonn Prinz Karneval („Andreas I.“).
Etienne war bis Ende 2022 Geschäftsführer des Hauses der Springmaus.
Anfang 2023 kündigte er an, dass er nach seinem 40-jährigen Bühnenjubiläum aufhören werde. Sein letztes Stück mit seinem Ensemble @rheinkabarett (Mitglieder sind Michael Müller, Cosima Seitz und Christoph Scheeben) King Mum handelt thematisch von Tod und Ende.